# Carneades
Carneades (tiếng Hy Lạp: Καρνεάδης, Karneadēs, ý nghĩa là "của Carnea") (214 hoặc 213 TCN tại Cyrene, Lybia-năm 129 TCN hoặc ngày 5 tháng 11 năm 128 TCN tại Athens, Hy Lạp) là nhà triết học người Hy Lạp. Ông là đại biểu của chủ nghĩa hoài nghi.